# シカゴ学派 (経済学)
シカゴ学派（シカゴがくは、英: Chicago School of Economics）とは、ミクロ経済学的な手法を市場経済に限定されない様々な社会現象の分析へ適用することを試みた経済学の学派である。1920年代にシカゴ大学経済学部を中心に形成され、1960年代前後からこの名で呼ばれるようになった。シカゴ学派はリベラリズム、マネタリズム、新自由主義、合理的期待形成学派、新制度派、新経済史学派、公共選択学派、社会主義（オスカル・ランゲなど）など、過去に多くの経済学理論を持つ経済学者を輩出した。

## 歴史

### 第一世代
1920年代半ば、シカゴ大学経済学部においてフランク・ナイトとジェイコブ・ヴァイナーが教授に就任した。彼らはアルフレッド・マーシャルらのケンブリッジ学派の体系と道徳哲学を受け継ぎ、シカゴ学派の基礎を構築した。特にヴァイナーは、マーシャルが提唱した企業の費用曲線を精密化し、新古典派経済学のミクロ経済学の分析手法を確立した。ナイトは、計画経済を批判する一方で競争経済の論理的基盤に対しても等しく批判的であったし、ヴァイナーはリベラリストとして知られ、極端な言辞・政策に強い反発を示していた。
その他に、「市場社会主義」を初めて提唱したことで知られる社会主義者のオスカル・ランゲ、「コブ=ダグラス型生産関数」の実証研究で知られるポール・ダグラス、計量経済学会の創始者であるヘンリー・シュルツ、電話・鉄道の国有化を提唱したことで知られるヘンリー・サイモンズらが第一世代のシカゴ学派に数えられる。
反トラスト法に懐疑的な学者が、シカゴ学派には多かったとされる。シカゴ大学そのものがロックフェラー財閥の寄付によって生まれたという経緯もあり、このような設立の経緯から、反トラスト法によって規制されたロックフェラー財閥とシカゴ学派との関係がしばしば論ぜられている。

### 第二世代
1950年代から1960年代にかけては、ナイト教授の門下生であったジョージ・スティグラー（1982年ノーベル賞受賞）とミルトン・フリードマン（1976年ノーベル賞受賞）を中心に「第二世代のシカゴ学派」が形成された。第二世代の特徴は、自らの仮説を統計データを基に検証し、有意な政策的結論を得ようとするものであり、数理経済学的手法よりも実証経済学的手法を重視する傾向が強かった（実証主義）。こうした実証的手法によって、スティグラーの産業組織論やフリードマンのマネタリズムが発展した。
なお、先験的手法を重視したことで知られるフリードリッヒ・ハイエク（1974年ノーベル賞受賞）は当時シカゴ大学に在籍していたもの、経済学部ではなく「社会思想委員会」の所属であり、シカゴ学派とは一定の距離を置いていた。フリードマンはケインズ経済学を実証主義の観点から評価していた。またマクロ理論ではハイエクとは考えが一致しない部分もあったが、サッチャーや、チリのピノチェトを支持する点では一致していた。

#### 競争政策におけるシカゴ学派
戦後先進諸国の独占禁止政策に大きな足跡を遺した経済学は「伝統的産業組織論（英: Old Industrial Organization Theory）」と呼ばれ、その内部では「ハーバード学派（英: Harvard school）」と「シカゴ学派」が互いに拮抗していた。
ハーバード学派は1930年代のチェンバリン（英: E.H.Chamberlin）とメイスン（英: E.S.Mason）の先駆的研究によって誕生し、60年代から60年代にかけてのベイン（英: J.S.Bain）やケイブス（英: R.E.Caves）らの研究によって体系的に完成され、その後ケイセン（英: C.Kaysen）、ターナー（英: D.F.Turner）、シェラー（英: F.M.Scherer）らに受け継がれた一群の経済理論・政策思想集団を指す。彼らは、「ＳＣＰパラダイム」や「集中度・利潤率仮説」と呼ばれる立場から、厳格な独占禁止政策を主張した。「ＳＣＰパラダイム」とは、産業組織を「市場構造」（市場競争および価格設定に影響を与える市場組織上の特徴）、「市場行動」（各企業が市場の需給条件や他の企業の戦略を考慮して行う行動）、「市場成果」（資源配分効率性や経済権力の分散化）という三要素に類型化して、「市場構造（英: structure）→市場行動(英: conduct）)→市場成果(英: performance）」という因果関係があると考えるアプローチである。また、「集中度・利潤率仮説」とは、「寡占的・独占的産業における企業間の共謀や協調的行動」や「高い参入障壁に守られた競争制限的行為のため、超過利潤が発生する」という理由から、競争的市場における市場集中度と利潤率とが相関関係を持つという仮説である。
このように厳しい独占規制を主張した「ハーバード学派」に対して、「シカゴ学派」とはノーベル賞経済学者スティグラー（英: G.J.Stigler）に道を切り拓かれ、デムゼッツ （英: H.Demsetz）、ブローゼン （英: Y.Brozen）、ディレクター（英: A.Director）、ポズナー（英: R.Pozner）らによって発展された一群の経済理論・政策思想集団を指す。その特徴は、「強固な事前均衡」と呼ばれる市場メカニズムへの強い信頼から、「価格理論のレンズ」を産業組織の分析に厳密に適用することである。そこで、彼らは市場の「自然淘汰」をくぐり抜けた企業こそ「適者生存」の具現であり、「ハーバード学派」が主張するような裁量的な政府介入は効率性を損なうので、原則的には自由市場経済が望ましいと考える。シカゴ学派は、集中度と利潤率の間の正相関は一時的不均衡にすぎず、あるにしても大企業の優れた効率性を反映するものであると反論した。
スティグラーらの大企業による垂直的統合を容認する主張は、1980年代の規制緩和政策の基礎となったが、学界では1970年代以降、ゲーム理論や新制度派経済学の発展を背景に、「ハーバード学派」でも「シカゴ学派」でもない第三の潮流である「新産業組織論（英: New Industrial Organization Theory）」が普及し、今日の競争政策では、この「新産業組織論」と呼ばれるパラダイムが主流である。

### 合理的期待形成学派
1970年代以降、ロバート・ルーカス（1995年ノーベル賞受賞）、トーマス・サージェント（2011年ノーベル賞受賞）、ロバート・バロー、ロバート・タウンゼントらを中心に、シカゴ学派は第二世代の実証主義から数学的に厳密な理論へと研究が一変した。ルーカスは1972年に発表した論文"Expectations and the Neutrality of Money"において、合理的期待の仮定の下ではケインズ的な財政・金融政策は短期的ですら効果をもたらさないことを厳密な数学的方法で証明した。バローが1974年に発表したリカード＝バローの定理もこの合理的期待形成仮説を発展させたものである。
さらに、「政府の政策が裁量的に変われば，経済主体の期待が変わるので，計量経済モデルの方程式のパラメーターが変化してしまう。それゆえ，クラインたちが完成させたマクロ計量経済学モデルは，予想妥当性を持たない。」と要約される「ルーカス批判」によって、ミクロ経済学的基礎付けのない当時の新古典派やケインズ派のマクロ経済研究の意義が無くなり、リアルビジネスサイクル理論を通じて新しい古典派や新ケインズ派といった今日の主流派マクロ経済学が誕生する契機となった。彼らはケインズ経済学だけでなく1960年代のシカゴ学派（の一部の経済学者）が支持したマネタリズムをも徹底的に批判したため（実物的景気循環理論）、前時代のシカゴ学派と区別するために、彼らを「ミネソタ学派」と呼ぶ場合もある。
「ルーカス批判」によって「マクロ経済学のミクロ的基礎付け」というアイディアはマクロ経済学全体に普及した。これに対してルーカスは1987年の講義録で、「近年の最も興味深いマクロ経済学の進展は、インフレや景気循環のようなマクロの問題が、ミクロ経済理論の一般的なフレームワークの中で扱われるようになったことであり、この進展が進めば、マクロという言葉自体も使われなくなるだろう」と述べ、ケインズ経済学について「理論にそぐわない、理解し難い現象が現れた時に、それは何か全く別の経済理論の証左だと言いたくなる誘惑に屈服したものである」と切り捨てている。

### 新制度派
ロナルド・コース（1991年ノーベル賞受賞）は論文「企業の本質」（1937年）において、従来の新古典派経済学が見落としていた取引費用概念を発見し、この発見により、なぜ経済システムには市場だけでなく企業や法制度が不可欠なのかを分析できるようになった。こうしたアプローチは「新制度派経済学」と呼ばれ、今日では「内部組織の経済学」、「非市場組織の経済理論」、「契約の経済学」などに引き継がれ、新分野の発展と展開を促している。
また、コースの論文「社会的費用の問題」（1961年）は、法学者グイド・カラブレイジの「危険分配と不法行為法に関する若干の考察」（同じく1961年）と並んで、法と経済学と呼ばれる分野の起源とみなされている。コースはシカゴ大学教授に就任した1964年に「法と経済学」初の専門学術誌『ジャーナル・オブ・ロー・アンド・エコノミックス』の編集長となり、法と経済学の普及と発展に尽力した。
新制度派は今日ではシカゴ学派の一派と捉えられることもある。

### 新経済史学派
経済史の分野では、シカゴ大学教授のロバート・フォーゲルを中心にミクロ経済学や計量経済学の手法を社会経済史研究に応用する「数量経済史（英: Cliometrics）」と呼ばれる分野を創始した。こうした業績により、フォーゲル教授は、ダグラス・ノースとともに、1993年にノーベル経済学賞を受賞した。

### 公共選択学派
財政学の分野では、1960年代頃から、シカゴ学派はヴァージニア学派と呼ばれる財政学者グループと合流し、ジェームズ・ブキャナン（1986年ノーベル賞受賞）を中心に「シカゴ=ヴァージニア学派」と呼ばれる研究グループを形成した。彼らは、政治家や官僚が恣意的に公共事業を行うことが出来る「裁量的財政政策」を批判し、政治権力者の行動を制限するルールの必要性を主張した。このような議会制や官僚制のもとでの財政に関する政治的決定プロセスをミクロ経済学的枠組みで分析するシカゴ=ヴァージニア学派の理論体系は公共選択理論 (英: Public Choice Theoryと呼ばれるため、彼らは一般には「公共選択学派」と呼ばれる。1980年代後半からは非協力ゲーム理論の新しい分析手法が取り入れられたことによりめざましい学術的成果を生み出し、公共選択理論は現実の政策形成に一定の説明力を発揮した。こうした背景から、今日ではこうした一連の研究が「新政治経済学（英: New Political Economy）」などと呼ばれることも多い。

## 評価

### ノーベル経済学賞受賞について
シカゴ学派は長年に渡り学界の動向を牽引しており、多くのノーベル経済学賞受賞者を輩出した。このようにシカゴ学派の経済学者が多くノーベル賞を受賞している理由として、清水啓典（一橋大学教授）は、シカゴ大学設立以来の伝統である「基礎研究を重んじる学風」を指摘しており、「資金も潤沢、給料も全米トップクラスであるおかげで世界中から優秀な研究者が集まること、雑務が極端に少なく講義さえやれば、何をしていても文句は言われない」など「研究時間が十分持てるよう大学が配慮」していることを挙げている。また、鬼塚雄丞（東京大学教授）は、「地理上の要因も大きい。ノーベル賞はほとんどの場合基礎研究に与えられるが、ハーバードなどワシントンに近い東部の大学の経済学者は政府機関などのアドバイザーになりやすく、純粋な理論研究より現実の政策に関心が向かいがちだ。一方、中西部のシカゴでは時事問題に煩わされないで、基礎研究に没頭できる」と述べている。依田高典（京都大学教授）は、スティグラー、ベッカー、ルーカスのような「生え抜き組」とフリードマン、コースのような「外様組」の「絶妙なミックス」がシカゴ大学の強さを支えていると述べている。
一方、トーマス・カリアー (バード・カレッジ研究員) のように、ノーベル賞選考委員が自由市場主義に偏向していたため、自由市場主義的思想を持つ経済学者のみを採用していたシカゴ大学経済学部の学者が不当にノーベル賞を受賞した、と主張する論者もいる。ただし、カリアーが例としてその名を挙げたロナルド・コース、ゲーリー・ベッカーは、選考委員会の公式発表ではそれぞれの受賞理由として「（新古典派が見落としていた）取引費用や財産権の発見」、「市場以外の領域にまでミクロ経済学の分析対象を拡げたこと」とされている。また、第13代理論・計量経済学会会長や第9代一橋大学学長を務めた宮沢健一は、コースが「コースの定理」において自由放任主義的な主張をしたとする解釈を「大きな誤解」と批判している。また、猪木武徳 (大阪大学教授) はベッカーを「保守的なシカゴ学派の旗頭」とする論者に対し、「シカゴ大学に対して保守派の牙城というレッテルを張ることは少し単純にすぎる（中略）つまり同じ大学で議論し、教えたからといって、意見や思想が同じになるとは限らない。思想や学問を安易に分類し、系譜化し、その内容について全く陰影のない理解しか示さない人が時々いるが、虚心坦懐に理論や学説を知るという姿勢は常に必要である。」と指摘している。